# Mario The Music Box
Mario The Music Box là một trò chơi video được tạo bởi Team Ari lấy cảm hứng từ "Corpse Party", "Mad Father" và "The Witch's House" và là một game kinh dị, sinh tồn, giải đố. Kể từ ngày 5/6/2019, phiên bản hiện tại của trò chơi là 1.2. Do có nhiều phàn nàn về sự khó khăn với hệ thống kết hợp nút trong một số hành động nhất định, cũng như với giới hạn thời gian, bản dựng hiện tại có một hệ thống mới trong đó chỉ cần nhấn phím cách để nhanh chóng lấp đầy thước đo và theo thời gian hạn chế bị loại bỏ, làm cho nó dễ dàng hơn để tiến bộ thông qua trò chơi. Để biết thêm thông tin của trò chơi.

## Câu chuyện

### Âm mưu
Mario đi qua một con đường mưa trên đường đến biệt thự. Anh ta phát hiện ra rằng không ai từng nói với anh ta chính xác căn biệt thự ở đâu, và người ta đồn rằng đã ăn thịt người. Mục đích của anh không phải là để điều tra về những tin đồn, mà tìm hiểu những gì đã xảy ra với những người mất tích.
Khi Mario bước vào cổng nhà, anh ta phải tìm thứ gì đó có thể sử dụng để cạy cửa trước. Sau khi vào nhà, Mario sẽ nhận thấy không có dấu hiệu của người dân và ngôi nhà đã bị bỏ hoang. Khi kiểm tra khu vực, anh ta chỉ thấy một phòng có đèn mở. Tò mò muốn tìm hiểu một số thông tin, Mario tiến về khu vực đó và tình cờ thấy một hộp nhạc lạ phát. Tự hỏi mục đích của nó là gì, Mario quyết định mang nó theo trong hành trình của mình. Sau đó anh ta nhận được một tin nhắn viết bằng máu trên tường bảo anh ta đi ra. Không hiểu tại sao, nhưng khi anh ta quyết định tuân theo những gì tin nhắn đã nói với anh ta, anh ta nhận thấy cửa trước đã mất tích, khiến anh ta bị mắc kẹt trong nhà. Bây giờ Mario phải tìm đường ra trước khi ngôi nhà ăn sống anh ta.
Khi Mario điều tra ngôi nhà, anh sẽ bắt gặp những trang nhật ký được viết bởi những cư dân của ngôi nhà. Mario cũng được trang bị một tạp chí, trong đó, anh viết một mục mới sau khi một sự kiện đã xảy ra. Càng nhiều trang nhật ký anh ta nhận được càng gần để khám phá sự thật đằng sau ngôi nhà.
Trong suốt trò chơi, Mario buộc phải trải qua những tình huống nguy hiểm mà anh chưa từng trải qua trước đây trong cuộc phiêu lưu của mình. Để tiến bộ, anh ta phải tự mình tìm kiếm bằng cách tìm kiếm trong những căn phòng tối tăm với những linh hồn xấu xa ẩn nấp bên trong, và đưa ra những lựa chọn khó khăn để không bị tiêu diệt bởi những kẻ theo đuổi anh ta.

## Trò chơi
Trò chơi tập trung nhiều vào khám phá, giải câu đố và thu thập manh mối. Bạn điều khiển Mario và tìm kiếm khắp các địa điểm khác nhau của Dinh thự để tìm ra sự thật liên quan đến biệt thự. Người chơi phải thận trọng khi tìm kiếm biệt thự, do ngôi nhà có nhiều nơi có thể bị giết ngay lập tức (một trong những cái bẫy mang tính biểu tượng hơn là cánh cửa sơn giả ở đầu trò chơi.)